# セクシー寄席
セクシー寄席（セクシーよせ）は、WAHAHA本舗所属のお笑いグループ。

## 概説・芸風
下ネタの多い芸やネタを中心に演じている。テレビのゴールデンタイムの時間帯の番組でネタを披露した時に、「放送自粛」としてネタが途中で終わったり、深夜番組でも映像に修正が入ったということがあった。YouTubeでのセクシー寄席のネタ映像が、アクセスランキングで全世界で3位を記録したこともある。
これまでの芸には、『セクシーパントパイム』、『セクシーおっぱいダンス』、『セクシーふすま芸』、『スケキヨ』、『セクシーシンクロナイズドスイミング』、『セクシーではないストリップ』、『セクシーエレクトラインダンス』、『セクシーものまね』、『セクシーおっぱいウェーブ』、『セクシー下のヒゲダンス』、『セクシーウクレレ漫談』、『セクシー小噺』、『セクシー染之助染太郎』、『セクシーなぞなぞ』、『セクシー東京ビンゴビンゴダイナマイトジャパン』など。
『セクシー女子八楽坊（椿鮒子脱退後は「七楽坊」）』の芸では、棒や手作りの腕などを使ってオナニーを思わせることをしながら喘ぎ声で様々な曲を演奏するというもので、演奏前に「チューニング」と称して、これと同じことをすることもある。

## メンバー
- 星川桂（ほしかわ かつら、1978年8月17日（46歳） - ） 
名古屋市出身、血液型O型。 2014年　浅草ワハハ本舗「娯楽座」座員として活動開始。

- 光野亜希子（みつの あきこ、1978年7月11日（46歳） - ）
埼玉県出身、名古屋市育ち、血液型B型。
短髪が特徴。
「セクシー腹芸」と言われる芸を持っている。代表的なネタは「セクシーではないストリップ」。
星川と光野は名古屋市内の同じ中学校の同級生であり、進学先の高校も同じだった。この二人はセクシー寄席とはまた別に、1996年からパー&ナーでも活動。レギュラー出演していた『めざせ総楽天』（中京テレビ）の構成・演出を務めていた喰始に付いて来るような形で上京し、WAHAHA本舗に入る。また、兵頭有紀と共にコンビ『そみん祭』でも活動。

- 兵頭有紀（ひょうどう ゆき、1978年9月11日（46歳） - ）
愛媛県出身、血液型B型。
代表的なネタは「セクシーふすま芸」。
WAHAHA本舗の公演『大通夜』を観たことがWAHAHA入りのきっかけだった。1998年に喰始ワークショップ参加後、1999年10月にWAHAHA本舗に所属。
光野亜希子と共にコンビ『そみん祭』でも活動。

- 矢原加奈子（やはら かなこ、1971年9月26日（53歳） - ） 
神奈川県生まれ、大分県育ち、血液型B型。
代表的なネタは「セクシー小噺」。
WAHAHA本舗所属前は約10年間OLをしていた。1998年、喰始ワークショップ参加を経て1999年10月にWAHAHA所属となる。2014年　浅草ワハハ本舗「娯楽座」座員として活動開始。

- 寺田奈美江（てらだ なみえ、1979年8月16日（45歳） - ）
静岡県清水市（現・静岡市清水区）出身、血液型A型。
代表的なネタは「セクシーなぞなぞ」。
1998年に喰始ワークショップ参加後、2000年10月にWAHAHA本舗に所属。
夫は同じくWAHAHA本舗に所属する芸人、浜田もり平（元・楽珍トリオメンバー）。この夫婦でのコンビ「はまこ・テラこ」でも、これと並行して活動。2009年のM-1グランプリにも「はまこ・テラこ」で出場。

### 元メンバー
- 椿鮒子（つばき ふなこ、1964年8月15日（60歳） - ）
神奈川県横浜市出身、血液型O型。
2008年9月脱退。ワハハ本舗も退団。

- 清水ひとみ（しみず ひとみ、1975年8月2日（49歳） - ） 
東京都出身、血液型O型。
代表的なネタは「セクシーファッションショー」。
高校生の時から友人とお笑いコンビを組んで活動、高校卒業後は劇団『オレンジストアコメディカンパニー』で3年活動、その後様々な劇団の客演などに出演。一方でWAHAHA本舗でデスクのアルバイトをしていたが、そこで喰始に『ジュリア・ロバーツに似ているから、それでネタを作ってみて』と言われ、ネタ見せしたことがきっかけでそのまま1999年10月にWAHAHA本舗所属となった。
2012年8月脱退。

- ヴァチスト太田（ヴァチストおおた、1973年6月13日（51歳） - ）
大阪市出身、血液型A型。
『ヴァチスト』と言う芸名は、映画『天井桟敷の人々』の主人公の名前に由来。
代表的なネタは「セクシーパントマイム」、「セクシー染之助染太郎」で、腰回しを芸に取り入れている。
タロット占いが特技。
1993年から6年間、金谷暢雄の下でマイムエクササイズを学び、地元・関西でパントマイミストとしても活動。大阪で行われたWAHAHAのワークショップに参加後、1999年10月にWAHAHA本舗所属。喰始の自宅に居候していたこともあった。
2012年8月脱退。

## 出演

### テレビ
- さんまのまんま（関西テレビ制作、フジテレビ系）
- 爆笑問題のススメ（札幌テレビ制作、日本テレビ系）
- 金曜テレビの星!『日本仰天!三面記事』（TBSテレビ）
- スーパーフライデー『1億3000万人が笑う! お笑いネタの大辞典』（TBSテレビ） - 2004年6月11日
- 女と愛とミステリー『旅行作家・茶屋次郎 長良川殺人事件』（テレビ東京） - 2002年6月5日、光野のみ
- 水曜ミステリー9『事件記者 浦上伸介 パート5』（テレビ東京） - 2007年6月13日、兵頭のみ
- Goro's Bar（TBSテレビ） - 兵頭のみ、専属掃除婦として出演
- 独占!女だらけの60分 レディGO!（テレビ朝日） - 兵頭のみ、レポーターで出演
- あらびき団（TBSテレビ） - 2008年1月16日（第13回）は兵頭のみ出演、2008年7月30日（第38回）でセクシー寄席として初出演。
- GO!GO!アッキーナ（テレビ東京） - 第10回、寺田のみ
- イツザイ（テレビ東京）
『インディーズ芸人オーディション』、2009年1月24日はヴァチスト太田のみ出演（キャッチコピーは『近所のおばさん』）、セクシー寄席として同年2月7日初出演（キャッチコピーは『It's show time』）、この時は矢原、寺田、兵頭、清水の4人のみ出演。2回目からは7人全員で出演、3回目出演時は射精を思わせる芸を披露し、映像に修正を入れられていた。なお、1回目、2回目の出演時には携帯動画配信対象になったがネタ中に使った曲の著作権利用が不可になったため、配信も不可能となった。
2009年5月16日は星川のみ出演（キャッチコピーは『マイケルが好きだから…』）
- ワハハ本舗の地球で1番おもしろいTV（テレ朝チャンネル）
- 孤独のグルメ Season2 (テレビ東京）
  - 第6話（2012年11月14日）- ヴァチスト太田のみ、常連客女 役　- 兵頭のみ、お見合い写真の女 役
  - 第11話（2012年12月19日）- 清水ひとみのみ、女性客(1) 役
- 女神のマルシェ（日本テレビ）- 2013年5月17日「ちょい足しレシピコンテスト」、星川、清水のみ

### ウェブテレビ
- 田村淳の地上波でもSNSでもダメ！絶対！（2021年3月25日、3月31日[1]、スカパー!オンデマンド）

### 映画
- 東京ゴッドファーザーズ（アニメ映画、2003年11月8日日本公開） - 矢原のみ「山之内」役

### 舞台
- アダルトな女たち（赤坂レッドシアター、2008年8月1日～8月5日）
- 江頭美智留劇団旗揚げ公演 クロックガールズ『結婚の条件』（スペース107、2008年9月3日～9月8日） - 矢原、清水のみ
- エヴリデイ・エヴリナイト（深川江戸資料館小劇場、2008年10月17日～10月20日） - 星川、光野のパー&ナーの2人のみ